# Hirtella maguirei
Hirtella maguirei là một loài thực vật có hoa trong họ Cám. Loài này được Prance mô tả khoa học đầu tiên năm 1990. Chúng phân bố ở Colombia.